# NGC 2770

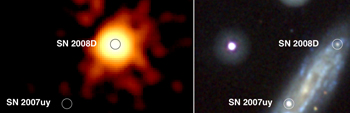
NGC 2770 met supernova SN 2008D.

NGC 2770 is een spiraalvormig sterrenstelsel in het sterrenbeeld Lynx. Het hemelobject werd op 7 december 1785 ontdekt door de Duits-Britse astronoom William Herschel. Het bevindt zich in de buurt van NGC 2770A. Vanwege het ongewoon hoge aantal supernovas dat in dit stelsel werd waargenomen kreeg het de bijnaam Supernova Factory (Fabriek van Supernovas).
In het sterrenstelsel zijn de volgende supernovas waargenomen:
- SN 1999eh
- SN 2007uy
- SN 2008D

## Synoniemen
- UGC 4806
- MCG 6-20-38
- ZWG 180.47
- KUG 0906+333B
- IRAS09065+3319
- PGC 25806